# ميدي (بافيا)
ميدي (بالإيطالية: Mede, Lombardy)‏ هي بلدة تقع في مقاطعة بافيا بإقليم لومبارديا في شمال إيطاليا. تبلغ مساحة هذه المدينة 33.2 (كم²)، وترتفع عن سطح البحر م، بلغ عدد سكانها 6993 نسمة في عام 2004 حسب إحصاء المعهد الوطني للإحصاء.

## السكان
في سنة 1861 بلغ عدد السكان 6٬240 نسمة، وتطور العدد ليصل في سنة 2011 لـ 6٬912 نسمة.
يظهر هذا المخطط البياني تطور النمو السكاني لـ ميدي (بافيا)

## وصلات خارجية
- http://www.comune.mede.pv.it/